# Vịt đen Thái Bình Dương
Vịt đen Thái Bình Dương (danh pháp khoa học: Anas superciliosa) là một loài chim thuộc phân họ Vịt, họ Vịt. Nó được tìm thấy trong nhiều của Indonesia, New Guinea, Australia, New Zealand, và nhiều hòn đảo ở phía tây nam Thái Bình Dương, đạt đến quần đảo Caroline ở phía bắc và Polynesia thuộc Pháp ở phía đông. Nó thường được gọi là vịt xám ở New Zealand, nơi mà nó còn được gọi bằng tên Maori, Pārera.